# Turó de la Guineueta
El turó de la Guineueta és una muntanya de 172 metres que es troba al municipi de Castellbisbal, a la comarca del Vallès Occidental.